# 단종실록
《단종대왕실록》(端宗大王實錄) 또는 《단종실록》(端宗實錄)은 1452년(단종 즉위년) 음력 5월부터 1455년(단종 3년) 윤6월 단종이 세조에게 선위하기까지의 단종 시기 국정 전반에 관한 사실을 편년체로 기록한 실록이다. 총 14권과 부록 1권으로 구성되어 있으며, 원명은 《노산군일기》(魯山君日記)이다. 《조선왕조실록》의 일부를 이룬다.

## 평가
《단종실록》은 세조의 왕위 찬탈을 미화하기 위해 세조에 관한 내용들을 미화하고 있으며, 세조에 희생당한 사람들을 비난하고 있는 등 왜곡이 매우 심한 것으로 평가받는다. 이에 사료로서 참고할 때 각별히 주의해야 한다.

## 같이 보기
- 계유정난
- 세조 찬위